# ラブ・コレ 東京Love Collection
『ラブ・コレ 東京Love Collection』（ラブ・コレ とうきょうラブコレクション）は、2006年3月17日から5月26日の期間、USEN無料パソコンテレビ「GyaO」でネット配信された連続ラブコメディ・ドラマである。また、パート2が2006年11月3日から12月22日の期間、配信された。「1」は1話45分の全10話、「2」は1話30分の全8話で、毎週金曜日に新たに1話ずつ配信。「1」では内山理名、「2」では国分佐智子がそれぞれ主演している。

## ラブ・コレ 東京Love Collection

### あらすじ
青森から上京して二浪の末に東京の大学に入った原彩果は、憧れのアナウンサーの就職試験に全滅。派遣社員としてスタイリスト事務所に勤めることになるが、そこで事務所の所長兼スタイリストの甲斐に一目ぼれ。大学の同級生で同じく派遣社員の夏樹と同居する彩果のアパートに、青森からやってきた高校の同級生、のりこが転がり込んでくる。

### キャスト
- 原彩果（24歳）：内山理名
- 川野のりこ（24歳）：星野真里
- 鈴木夏樹（23歳）：松本莉緒
- 高木まゆみ：有坂来瞳
- 赤塚たろう：少路勇介
- 中村ジン：川口覚
- 沢村絵里：柴田かよこ
- オサム：波岡一喜
- 柏木：松田一三
- 牧野：薬師寺保栄
- 井上香苗：矢部美穂
- 山田みどり：青田典子
- 甲斐優馬：松尾敏伸

### スタッフ
- 脚本：渡辺千穂
- 演出：上川伸廣ほか
- エグゼクティブ・プロデューサー：小泉守
- 音楽：門司肇
- 主題歌：Evita Temptations 「MIRAGE」

## ラブ・コレ2 東京Love Collection

### あらすじ
三十路を迎えた女性の、それぞれの恋を描いたラブコメディ。

### キャスト
- 若月亜衣（30歳）：国分佐智子
- 緒方さつき（30歳）：畑野ひろ子
- 観音寺真紀（30歳）：さとう珠緒
- 山崎真一：小日向文世
- 山崎慶一：斉藤祥太
- 坂下裕二：金子貴俊
- ヒロ：桐島優介
- 若月銀次朗：高杉亘
- 伊藤香苗：横山めぐみ
- 上田容子：高野杏子
- 若月路子：千うらら

### スタッフ
- 脚本：小野沢美暁、山崎淳也
- 演出：柿沼竹生、日名子雅彦
- 主題歌：Yum!Yum!ORANGE 「Brand New Days」

## DVD
- 「1」のDVD-BOXが、ギャガ・コミュニケーションズから発売された。